# 奥尔热
奥尔热（法語：Orgeux，法語發音：[ɔʁʒø]）是法国科多尔省的一个市镇，属于第戎区。

## 地理
奥尔热（47°21'44"N, 5°9'15"E）面积4.75 平方千米，位于法国勃艮第-弗朗什-孔泰大區科多尔省，该省份为法国中东部省份，北起奥布省，西接涅夫勒省和约讷省，南至索恩-卢瓦尔省，东南接汝拉省，东临上索恩省，东北部与上马恩省接壤。
与奥尔热接壤的市镇（或旧市镇、城区）包括：圣于连、瓦鲁瓦和谢尼奥、阿尔索、蒂耶河畔阿尔克、库泰尔农。

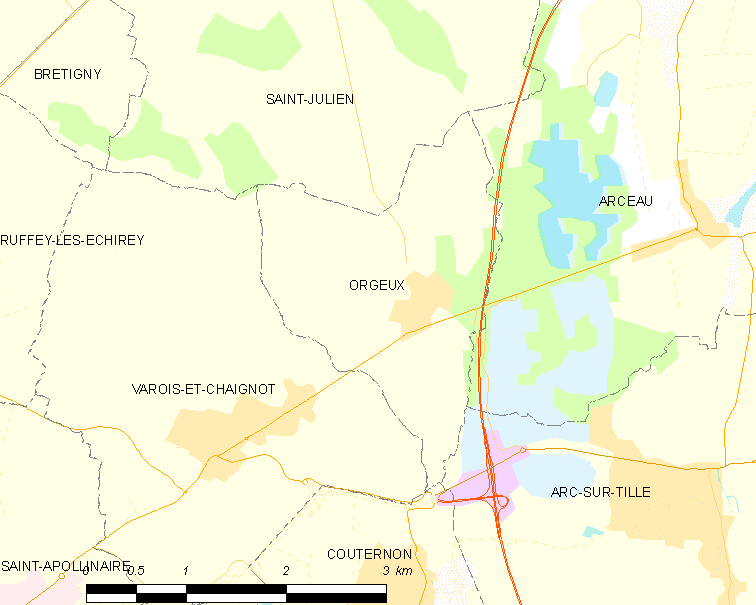
奥尔热的OSM定位图

奥尔热的时区为UTC+01:00、UTC+02:00（夏令时）。

## 行政
奥尔热的邮政编码为21490，INSEE市镇编码为21469。

## 政治
奥尔热所属的省级选区为方丹莱第戎县。

## 人口

1962-2008年间奥尔热人口变化图示

奥尔热于2022年1月1日时的人口数量为459人。